# James Ross Snowden
Pour les articles homonymes, voir Snowden.
James Ross Snowden, né le 9 décembre 1809, à Old Chester, en Pennsylvanie et mort le 21 mars 1878, à Hulmeville, en Pennsylvanie a été trésorier de la Monnaie des États-Unis de 1847 à 1850,, et directeur de la Monnaie de 1853 à 1861.

## Biographie
Snowden est le fils de Sarah (Gustine) et du révérend Nathaniel Randolph Snowden. Il a fait ses études au Dickinson College. Par la suite, il a étudié le droit et, s'installant à Franklin, en Pennsylvanie, il a été nommé procureur général adjoint, élu à la législature en 1838, et a occupé le poste de porte-parole en 1842-44. Il est trésorier de l'État de 1845 à 1847 et est également élu colonel dans la milice de l'État.
Snowden a développé un intérêt pour la numismatique pendant son travail à la Monnaie des États-Unis, et est devenu un numismate réputé de son époque. Il a contribué à des publications telles que le Bouvier's Law Dictionary, ainsi qu'à la publication de plusieurs ouvrages numismatiques de son cru.

## Œuvres publiées
- (en) James Ross Snowden, A Measure Proposed to Secure to the People a Safe Treasury and a Sound Currency, BiblioBazaar, juillet 2009 (ISBN 978-1-113-28315-3, lire en ligne)
- (en) James Ross Snowden, Description of ancient and modern coins : in the cabinet collection at the mint of the united ..., Gale, Sabin Americana, 2012 (ISBN 1-275-79900-0 et 978-1-275-79900-4, OCLC 940303003, lire en ligne)
- (en) James Ross Snowden, A description of the medals of Washington;, 2005 (lire en ligne)
- (en) James Ross Snowden, The Coins of the Bible and Its Money Terms, Franklin Classics, 2018, 96 p. (ISBN 978-0341668916)
- (en) James Ross Snowden, The Cornplanter Memorial: An Historical Sketch of Gy-ant-wa-chia—The Cornplanter, and of the Six Nations of Indians, Good Press, 18 décembre 2019 (lire en ligne)